# Aedes triseriatus
Aedes triseriatus é um espécie de mosquito do Género Aedes, pertencente à família Culicidae.